# C. K. Stead
Christian Karlson Stead (n. 17 octombrie 1932, Auckland, Noua Zeelandă) este un scriitor neozeelandez, ale cărui opere includ romane, poezie, nuvele și critică literară.
Unul dintre romanele lui Karl Stead, Visul lui Smith, a oferit baza filmului Sleeping Dogs⁠(d), cu Sam Neill; aceasta a devenit primul film din Noua Zeelandă lansat în Statele Unite. Mansfield: Un roman a fost finalist al premiului „Tasmania Pacific Fiction” din 2005 și a primit o recomandare în cadrul Premiului Scriitorilor Commonwealth 2005 pentru Asia de Sud-Est și regiunea Pacificului de Sud. A mai câștigat premiul „Short Story” pentru Last Man's Season, în anul 2010, de la Sunday Times EFG Private Bank.

## Viață
Stead a studiat la Universitatea din Auckland (MA 1955) și a primit doctoratul în 1961 de la Universitatea din Bristol. Apoi a predat la Universitatea din Auckland, unde din 1968 a fost profesor de literatură. În 1986 s-a retras și s-a concentrat asupra operei sale literare.

## Operă
- Whether the Will is Free: Poems 1954-62 (1964)
- The New Poetic (1964)
- Smith's Dream (1971)
- Crossing the Bar (1972)
- Quesada: Poems 1972-74 (1975)
- Measure for Measure (1977, editor)
- Walking Westward (1979)
- Five for the Symbol (1981)
- Geographies (1982)
- In the Glass Case: Essays on New Zealand literature (1982)
- Poems of a Decade (1983)
- Paris: A poem (1984)
- All Visitors Ashore (1984)
- The Death of the Body (1986)
- Pound, Yeats, Eliot and the Modernist Movement (1986)
- Between (1988)
- Sister Hollywood (1989)
- Answering to the Language: Essays on modern writers (1989)
- Voices (1990)
- The End of the Century at the End of the World (1992)
- The Singing Whakapapa (1994)
- Villa Vittoria (1997)
- Straw into Gold: New and selected poems (1997)
- The Blind Blonde with Candles in Her Hair (1998)
- Talking About O'Dwyer (1999)
- The Right Thing (2000)
- The Writer at Work: Essays (2000)
- The Secret History of Modernism (2001)
- Dog (2002)
- Kin of Place:  Essays on 20 New Zealand writers (2002)
- Mansfield: a novel (2004)
- My Name Was Judas (2006)
- The Black River (2007)
- ′′ Book Self: Essays′′ (2008)
- South West of Eden (A Memoir, 1932–1956, 2009)
- Ischaemia (poemul câștigător al premiului internațional Hippocrates 2010 pentru poezie și medicină)[16][17]
- Risk (2012)
- In the mirror, and dancing (2017)
- The Necessary Angel (2018)